# Gelo XVI

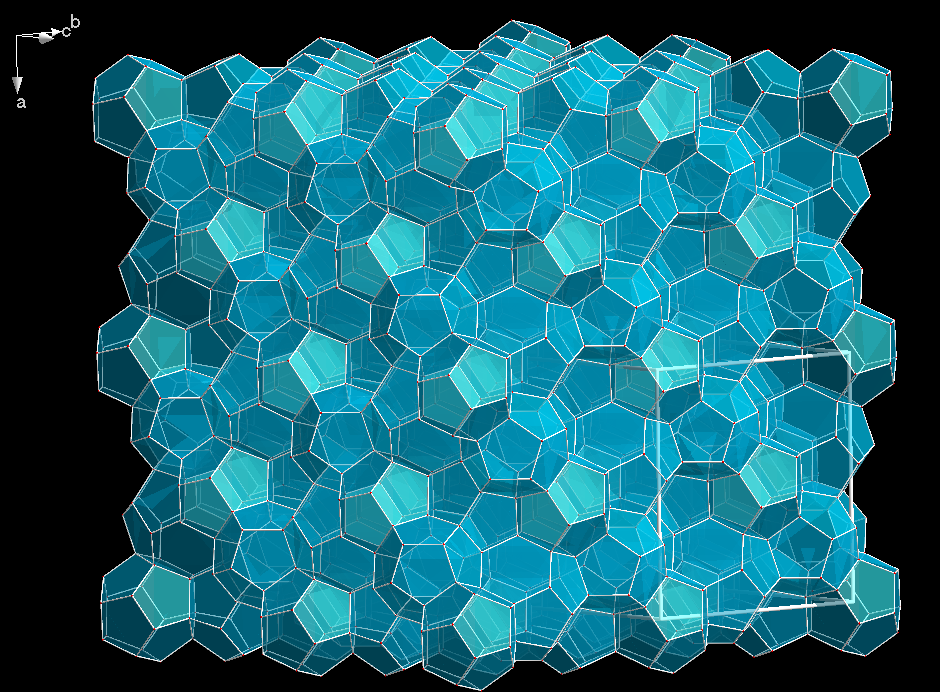
Gelo XVI. Bordas brancas marcam a unidade celular (aproximadamente 17 Å)

Gelo XVI é uma forma cristalina do gelo. Foi descoberto em 2014. Pode ser formado após cinco dias de bombeamento contínuo de vácuo no hidrato de néon. É a forma menos densa do gelo conhecida experimentalmente (0,81 g/cm³).